# Bret Iwan
Bret William Iwan (Pasadena, 10 settembre 1982) è un doppiatore statunitense, noto per essere, dal 2009, il quarto doppiatore di Topolino, succedendo a Wayne Allwine.

## Biografia

### Carriera
Iwan ha debuttato come voce ufficiale di Topolino nel 2010, un anno dopo la morte del suo predecessore (che non ha mai avuto modo di conoscere), dandogli la propria voce in Kingdom Hearts Birth by Sleep e in Epic Mickey, La casa di Topolino, Kingdom Hearts Coded, Kingdom Hearts 3D: Dream Drop Distance, Epic Mickey 2: L'avventura di Topolino e Oswald ed Epic Mickey: Il potere della magia.

## Filmografia
- Topolino che risate! (2009–2012)
- La casa di Topolino (2009-2016)
- Minnie's Bow-Toons (2012-2016)
- Topolino e gli amici del rally (2017-2021)
- Topolino - La casa del divertimento (2021-in corso)

## Videogiochi
- Kingdom Hearts Birth by Sleep (2010)
- Disney Epic Mickey (2010)
- Kingdom Hearts Coded (2011)
- Epic Mickey 2: L'avventura di Topolino e Oswald (2012)
- Epic Mickey: Il potere della magia (2012)
- Kingdom Hearts 3D: Dream Drop Distance (2012)
- Disney Infinity (2013)
- Castle of Illusion Starring Mickey Mouse (2013)
- Kingdom Hearts HD 1.5 ReMIX (2013)
- Kingdom Hearts HD 2.5 ReMIX (2014)
- Kingdom Hearts HD 2.8 Final Chapter Prologue (2016)
- Kingdom Hearts 3 (2019)